# Alakene simplex
Alakene simplex är en mångfotingart som beskrevs av Chamberlin 1941. Alakene simplex ingår i släktet Alakene och familjen Cambalidae. Inga underarter finns listade i Catalogue of Life.